# 平井裕秀
平井 裕秀（ひらい ひろひで、1964年〈昭和39年〉3月5日 - ）は、日本の経産官僚。

## 来歴
香川県出身。開成高等学校を経て、1987年（昭和62年）、東京大学法学部を卒業し、同年4月、通商産業省に入省。
入省後、中小企業庁事業環境部財務課長、エネルギー・金属鉱物資源機構ワシントン事務所長、資源エネルギー庁資源・燃料部石油・天然ガス課長、経済産業省大臣官房政策評価広報課長、同総務課長、同審議官（経済社会政策担当）、同原子力事故災害対処審議官、資源エネルギー庁長官官房国際エネルギー技術統括調整官、内閣官房内閣審議官（内閣官房副長官補付）、同日本経済再生総合事務局次長などを歴任。
2019年（令和元年）7月5日、資源エネルギー庁次長に就任。
2020年（令和2年）7月20日、商務情報政策局長に就任。
2021年（令和3年）7月1日、経済産業政策局長に就任。経済産業政策局長として「未来人材ビジョン」の取りまとめに当たった。
2022年（令和4年）7月1日、経済産業審議官に就任。
2023年（令和5年）7月4日、辞職、経済産業省顧問。
2024年（令和6年）1月、株式会社日立製作所社長付。同年4月1日、株式会社日立製作所執行役常務グローバル渉外統括本部長。

## 年譜
- 1987年（昭和62年）
  - 東京大学法学部卒業[2]
  - 4月 - 通商産業省入省[1]
  - 4月 - 産業政策局企業行動課[1]
- 1989年（平成元年）4月 - 通商産業省大臣官房総務課法令審査委員補佐[1]
- 1991年（平成3年）6月 - 資源エネルギー庁公益事業部計画課法規係長[1]
- 1992年（平成4年）6月 - 人事院長期行政官留学制度により、英国に留学[1]
- 1994年（平成6年）7月 - 通商産業省通商政策局米州課長補佐[1]
- 1996年（平成8年）2月 - 通商産業省機械情報産業局電子機器課長補佐[1]
- 1997年（平成9年）6月 - 通商産業省産業政策局総務課長補佐[1]
- 1998年（平成10年）6月 - 通商産業省産業政策局産業資金課長補佐[1]
- 2000年（平成12年）8月 - 通商産業省基礎産業局総務課長補佐（法令審査委員）[1]
- 2001年（平成13年）1月 - 経済産業省製造産業局参事官室参事官補佐[1]
- 2002年（平成14年）9月 - 経済産業省大臣官房企画課長補佐[1]
- 2004年（平成16年）
  - 4月 - 経済産業省大臣官房総務課長補佐[1]
  - 6月 - 中小企業庁事業環境部財務課長[1]
- 2006年（平成18年）7月 - エネルギー・金属鉱物資源機構ワシントン事務所長[1]
- 2009年（平成21年）7月 - 資源エネルギー庁資源・燃料部石油・天然ガス課長[1]
- 2012年（平成24年）7月 - 経済産業省大臣官房政策評価広報課長[1]
- 2013年（平成25年）5月 - 経済産業省大臣官房総務課長[1]
- 2014年（平成26年）7月 - 経済産業省大臣官房審議官（経済社会政策担当）[1]
- 2015年（平成27年）7月 - 経済産業省大臣官房原子力事故災害対処審議官兼資源エネルギー庁長官官房国際エネルギー技術統括調整官[1]
- 2017年（平成29年）7月 - 内閣官房内閣審議官（内閣官房副長官補付）[1]
- 2018年（平成30年）7月 - 内閣官房日本経済再生総合事務局次長[1]
- 2019年（令和元年）7月 - 資源エネルギー庁次長[8]
- 2020年（令和2年）7月 - 経済産業省商務情報政策局長[7]
- 2021年（令和3年）7月 - 経済産業省経済産業政策局長[6]
- 2022年（令和4年）7月 - 経済産業審議官[2]
- 2023年（令和5年）7月 - 辞職[5]
- 2024年（令和6年）
  - 1月 - 株式会社日立製作所社長付
  - 4月 - 株式会社日立製作所執行役常務グローバル渉外統括本部長

## 受賞・栄誉
- 2025年（令和7年）1月 - 経済専業奨章（中華民国経済部）[11]